# Savely Abramovitch Sorine
Pour les articles homonymes, voir Sorine.
 (juin 2013).
Si vous disposez d'ouvrages ou d'articles de référence ou si vous connaissez des sites web de qualité traitant du thème abordé ici, merci de compléter l'article en donnant les références utiles à sa vérifiabilité et en les liant à la section « Notes et références ».
Savely Abramovitch Sorine (en russe : Савелий Абрамович Сорин,) (187810 mars 1878 (grégorien)-1953), né à Polotsk (gouvernement de Vitebsk), il s’inscrit à l’école d’art d’Odessa en 1896 où il est élève de Kiriak Kostandi jusqu’en 1899, puis il poursuivit ses études dans l’atelier de Répine à l’Académie impériale jusqu’en 1907. 

## Biographie
Savely Sorine acquiert une excellente réputation de portraitiste de la société et réalise entre 1900 et 1910, le portrait de la plupart des grandes figures du milieu culturel et artistique de l’époque tels que Feodor Chaliapine, Anna Akhmatova, et Tamara Karsavina.
Il obtint le prix de Rome et une bourse qui lui permit de poursuivre ses études à Paris.
Sorine a participé à l’exposition de « Mir Iskousstva » en décembre 1916 à Moscou, et en 1920, il émigre à Paris (puis dans sa vieillesse à New York). Tout au long des années 1920 et 1930, il poursuivit sa carrière de portraitiste. Balanchine, Michel Fokine, plusieurs membres de la famille royale britannique, ainsi qu’Anna Pavlova ont posé pour lui.
Travaillant dans la tradition ingresque, Sorine a exposé ses œuvres au Salon d’automne de Paris en 1922 et 1923, à l’Exposition internationale de Pittsburgh en 1923/1924, et au Salon des Tuileries à Paris de 1926 à 1930, ainsi qu’à Londres, Washington DC, Chicago, New York, Moscou et Léningrad. Il a également exercé comme illustrateur et a notamment interprété les œuvres de Gorki. De nombreuses œuvres de Sorine sont exposées dans les collections permanentes des musées de Moscou, Luxembourg, Paris et Saint-Pétersbourg (ex Léningrad).
Sorine était un juif émigré de Russie qui a peint des portraits de la bonne société parisienne, et qui a ensuite peint la famille royale britannique, dont un portrait de la duchesse d’York (1923) Elizabeth (1900-2002) future reine consort (1936-1948) puis reine mère. En 1948, il peint la princesse Elizabeth, future reine Élisabeth II. (Ces deux portraits sont à Clarence House).
Il venait souvent aux États-Unis où il a peint un certain nombre de personnalités dont M. et Mme John Ringling, Claire Boothe Luce et Wright Ludington, de Philadelphie.
Issu d’un milieu modeste, il est fils d’un tailleur juif et d’une mère appartenant à la secte des molokans. À 16 ans, il quitte ses parents. En 1895-1899, il fait ses études au département de peinture de l’école des beaux-arts à Odessa, enseigné par Kiriak Kostandi, est diplômé de l’école avec les honneurs, est admis à l’Académie impériale des (beaux-)arts sans examen. En 1899, il étudie à l’AIA chez Ivan Tvorojnikov (1848-1919) V. E. Savinskiy, en 1901 – chez Ilia Répine. Il visité l’Italie et la France. En 1907, pour la peinture Minute inspirée («Вдохновенная минута»), représentant l’actrice Eleonora Duse en répétitions, il reçoit le titre d’artiste et, grâce à l’aide de la princesse Maria Pavlovna, il obtient le permis de vivre à l’étranger.
Dans les années 1900-1910 il crée des portraits du monde littéraire et artistique, ainsi que de la noblesse : Maxime Gorki (1902, l’un des premiers portraits de l’écrivain), Fiodor Chaliapine, Tamara Karsavina dans le rôle-titre des Sylphides (1910), le prince S. M. Volkonskii, la princesse Olga Orlova, la baronne T. Shteyngel. Il a participé à des expositions de la « Mir Iskousstva » (Saint-Pétersbourg, Moscou, 1913, 1915, 1917) à la Nouvelle Société des Artistes (Новоe общество художников) (Petrograd, 1917), et au Salon international de Rome (1911). De nombreuses autres œuvres ont été reproduites dans les magazines «Солнце России», «Столица и усадьба» и «Аполлон». 
En 1917-1918, il est à Yalta. Il participe à la première exposition de peintures et de sculptures de l’Association de United Artists (Ассоциации объединенных художников ) (décembre 1917) et à l’expo «Искусство в Крыму» (1918). Il était ami avec le couple Soudeïkine. À l’été 1919, il déménage avec eux à Tbilissi. Il expose au « Petit cercle » ( «Малый круг» ) et avec S. Soudeïkine peint les intérieurs du café Le Bateau des Argonautes («Ладья аргонавтов »).
En mai 1920 il voyage avec Soudeïkine de Batoum à Marseille, puis s’installe à Paris. En 1921, il participe à des expositions du « Mir Iskousstva » à Paris (Galerie La Boétie et Salon d’automne) et à des expositions d’art russe à Londres (Whitechapel Gallery). En 1923, on organise son exposition monographique à Londres. Il expose au Salon d’automne (1922 et 1923) et au Salon des Tuileries (1926-1930, membre du Salon). À l’étranger il continue sa galerie de portraits (l’actrice Lillian Gish, le metteur en scène Nicolas Evreïnoff, les chorégraphes George Balanchine et Michel Fokine, les danseuses Olga Spessivtseva et I. Baronova, les artistes Alexandre Benois, S. Polyakov et A. Lansky, le philosophe Léon Chestov, l’écrivain N. Taffy, l’actrice N. Kovalenskaya, les membres de la famille royale britannique, dont la princesse Elizabeth future reine Élisabeth II). Son portrait d’Anna Pavlova (1922) a été acheté par le musée du Luxembourg à Paris. En 1929 son album Portraits est publié par la maison d’édition « Ganymède » à Berlin.
À partir de 1923, il voyage souvent aux États-Unis, et travaille à New York. Il est protégé par le millionnaire Cohn, qui lui fait découvrir la top-société américaine. Des expositions monographiques ont eu lieu à Pittsburgh (1924/25) et à New York (Wildenstein, 1927, 1934, 1948), Knoedler (1942, 1949). Il a participé à des expositions d’art russe dans les villes de New York (Brooklyn Museum, 1923 Grand Central Palace, 1924), Paris (Bernheim-Jeune, 1927), Wilmington (1932), dans la section russe de l’Exposition internationale de Pittsburgh (1924).
Au cours de la Seconde Guerre mondiale, il s’installe aux États-Unis, mais soutient financièrement le gouvernement de l’URSS. Dans les années d’après-guerre, Sorine retourne à Paris régulièrement. En 1956, à Paris, 3 ans après sa mort, on organise à Paris une exposition posthume de son Anna Pavlova et la danse de son temps.
Épouse de l’artiste, Anna Stepanovna Sorina est déclarée citoyenne d’honneur de la France et ancien combattant de l’armée au Service médical américain. En 1973, elle s’est rendue à Moscou et a fait don aux musées d’art de l’URSS de vingt tableaux, y compris les portraits de l’actrice Natalia Kovanko (1923), de Michel Fokine (1926), du compositeur A. Lourié (1943), de Fédor Chaliapine (1943), d’Alexandre Benois (1946), de S. Soudeïkine, de George Balanchine, de Léonide Massine et d’autres (en 1974, ces tableaux ont été montrés au cours d’une exposition spéciale à Moscou et Léningrad). En 1974, Anna Sorina fait un don au Musée d’art de Tbilissi, en Géorgie, des portraits de nobles géorgiennes (Episso Dadiani et Melita Tcholokachvili, entre autres.) Les Archives nationales d’art et de littérature de Russie conservent des lettres de S. Sorine à A. Kouprine (1920), à S. Soudeïkine (1925-1938) et à A. Evreïnova (1928).
Pour joindre les deux bouts, le jeune artiste était obligé à distribuer depuis l’aube des journaux dans son quartier. Ensuite, vers sept heures du matin, il allait étudier au lycée général. Dans l’après-midi, il allait à l’école des beaux-arts, où il restait après ses cours jusqu’à très tard le soir pour peindre. La ville d’Odessa, où il a vécu pendant son adolescence, possède une très riche bibliothèque et un merveilleux théâtre de l’opéra, où se sont souvent rendus des chanteurs célèbres. Sorine consacrait d’ailleurs son temps libre à assister aux spectacles.
Son professeur de l’école des beaux-arts d’Odessa Kiriak Kostandi a eu un impact remarquable sur Sorine. Plus tard, étant étudiant à l’Académie, Savely se souvenait de ses leçons avec beaucoup de chaleur et de gratitude. Kostandi n’a pas seulement enseigné, mais a également fait évoluer le goût artistique, fait connaître les œuvres de maîtres occidentaux, et a discuté avec ses élèves de littérature et de musique. Kiriak Kostandi et Alexandre Benois étaient considérés par Sorine comme ses maîtres principaux. Après avoir terminé avec beaucoup de succès ses études à l’école des beaux-arts d’Odessa, ce qui a lui donné le droit d’entrer à l’Académie impériale des beaux-arts sans examen, il se rendit à Saint-Pétersbourg. « Aucune ville dans le monde entier ne m’était aussi chère que Saint-Pétersbourg, j’y ai passé les meilleures années de ma vie et tous mes rêves » – écrit-il plus tard dans son journal.
À Saint-Pétersbourg, le futur artiste a immédiatement commencé à donner des leçons de dessin. Il n’avait pas de bourse d’études et n’a jamais fréquenté les bureaux de soutien public : il n’a jamais voulu se sentir obligé.
À l’Académie, ses professeurs étaient Ivan Tvorojnikov (1848-1919) et V. Savinskiy. Bientôt, cependant, après avoir reçu quelques premiers prix pour ses travaux, il fut transféré à l’atelier d’Ilia Répine : ce qui était considéré comme un grand honneur. Répine lui a immédiatement imposé le respect.
Pendant l’été Sorine allait faire des esquisses en plein air le long de la Volga. Pendant un voyage en bateau avec ses deux amis poètes, il a rencontré un vendeur de journaux Evstigney Bezdomniy, qui les a tous invités au village d’Obcharovka, afin qu’ils rencontrent Skitaletz, qui y vivait en exil. Ayant fait connaissance avec le jeune peintre, Skitaletz écrit une lettre enthousiaste à son sujet à Gorki, lui aussi en exil à Arzamas. Gorki invite alors Sorine chez lui et l’accueille avec la chaleur et l’hospitalité qu’on lui connaît. Après avoir vu ses tableaux, Gorki lui a proposé de réaliser son portrait par écrit.
Peu après Gorki reçoit Chaliapine, qui put bénéficier de l’autorisation donnée à Gorki de se réinstaller à Nijni Novgorod. Chaliapine travaillait à cette époque à la Foire de Nijni Novgorod. La rencontre de Chaliapine et Sorine a marqué le début d’une longue amitié. Plus tard, l’artiste a peint un beau portrait du grand chanteur.
De retour à l’Académie, Sorine se rendit immédiatement dans l’atelier de Répine, déjà mis au courant par Gorki de leur rencontre : le maître était très satisfait du portrait de l’écrivain. En fait, Répine estimait beaucoup son élevé, il lui reconnaissait aussi bien des qualités humaines qu’artistiques. De même, Savely reconnaissait la compassion, le bon cœur et l’honnêteté de son maître. 
Pendant la révolution de 1905, Sorine écrit : « Toutes mes sympathies vont aux travailleurs et aux intellectuels. »
Ressentant le besoin d’accroître son talent, Sorine part à Paris pour un an et demi. Il rencontre Matisse qui expose son point de vue sur la peinture, sur l’ascension de la carrière de Picasso, il écoute le discours passionné de Marinetti exigeant de brûler le Louvre, accompagné par les applaudissements de l’auditoire, ce qui fait une grande impression sur Savely. Pour mieux se retrouver au cœur de cette tempête de sentiments contradictoires, Sorine part pour l’Italie. Dans le silence des musées florentins, admirant la tranquillité claire et la pureté des intentions des artistes de la Renaissance, il ressent le besoin de tracer son propre chemin. Il souhaite allier avec la grandeur des idées picturales impressionnistes aux compétences de la Renaissance.
En Italie, il rencontré la célèbre actrice Eleonora Duse dont il fait un portrait au fusain. Puis, de retour en Russie, Sorine peint la comédienne en tournée en Russie pendant ses répétitions. Il réalise une toile intitulé Minute inspirée, qui devient son morceau de fin d’étude à l’Académie. . Avant la soutenance du diplôme Répine à l’atelier de Sorine, a critiqué le personnage principal et a conseillé de faire d’importantes corrections. Mais le jeune artiste n’était pas d'accord avec lui et il a tous laissé à sa place. Après la soutenance du diplôme, Répine est venu pour dire : « Félicitations, vous avez bien fait de ne pas m’écouter ! »
Sorine reçoit le titre officiel d’artiste et obtient l’autorisation de voyager à l’étranger pendant trois ans. Il voyage en Hollande, puis à Paris. En France, il commence à travailler dans la manière cubiste, mais bientôt entame rapidement ces propres recherches. Pour cela, il retourne en Italie et se plonge dans l'étude des méthodes et des techniques des grands maîtres.
La suite de sa carrière est très mal connue. De retour dans sa patrie, artiste reconnu, il se consacre aux portraits. L’expression de la profondeur psychologique, ainsi que de la perfection de la forme étaient pour Sorine les principaux objectifs d’un portrait. Il consacrait beaucoup de temps à chaque tableau. Il n’aimait pas terminer sa peinture sans modèle, et, au cours de la session, il avait l’habitude de parler à ses modèles pour attraper leurs traits les plus caractéristiques. C’est toujours avec une grande passion qu’il a peint des gens, à qui il s’intéressait beaucoup. 
En 1917, l’artiste, qui était à cette époque en Crimée, se rendit à Paris, sans se douter qu’il ne verrait plus sa patrie. Sa vie a été tourmentée, et son rêve de retourner en Russie n’a, hélas, jamais pu être réalisé.
À Paris, Sorine connaît rapidement la célébrité. De tous les artistes russes présents sur la scène artistique parisienne à l’époque, il était un des plus célèbres et a toujours généreusement aidé ses collègues qui étaient dans une situation financière difficile. Jusqu’à ses derniers jours, il a soutenu Soudeïkine et a pris soin de lui. Alexandre Benois se souvenait également de Sorine avec beaucoup de gratitude, lui, qui était toujours là pour secourir ses amis. 
Lors des Salons d’automne parisiens de 1922 et 1923, l’artiste connut un immense succès. Cette période voit la création d’un portrait de l’actrice Kovanko. Le dessin est strict, presque classique, associé à une grande spiritualité. Il crée des images qui attirent toute de suite l’attention sur son art. Il est invité aux États-Unis, et à New York, également il devient immédiatement un portraitiste populaire. Les commandes se succèdent les unes après les autres. À Pittsburgh une exposition monographique lui est consacrée. Quand Anna Pavlova est reçue aux États-Unis, il réalise son portrait, qui est maintenant conservée au Musée National d’art moderne de Paris 
Ce n’est pas par hasard que l’activité artistique de ce maître est liée au théâtre. Pendant sa jeunesse, il est tombé amoureux de la scène, et notamment, du ballet. Le portrait de Michel Fokine, peint en 1928, est dynamique et reflète le tempérament vif et l’énergie de ce talentueux chorégraphe. Le mouvement de sa figure rappelle la plastique des statues antiques : c’est ainsi que l’artiste a vu le metteur en scène de Narcisse, Daphnis et Chloé, Le Pavillon d’Armide.
Au nombre des amis les plus chers de Savely Sorine se trouvait Alexandre Benois, artiste toute sa vie fidèle au théâtre mais aussi grand théoricien et historien de l’art. À l’été 1946, Sorine a peint son portrait après un travail d’environ deux mois. C’est l’image d’un homme d’une grande culture, érudit, qui est transmise dans ce travail avec une grande conviction.
L’œuvre la plus réussie est sans conteste un portrait de sa femme, Anna Stepanovna Sorina. Pittoresque, jouant sur les contrastes de couleurs, la gamme joyeuse et sonore exprime l’humeur de l’artiste et ses relations avec la jeune femme. Le dessin de ses mains est sobre, réservé et élégant, le rythme des lignes mettent l’accent sur l’agilité et le tempérament vif du modèle. Son regard lucide, fin sourire à peine perceptible, créent un sentiment de spontanéité et de joie de vivre.
Jusqu’à ses derniers jours Sorine est resté en contact avec sa patrie. Pendant la Grande Guerre patriotique (1941-1945), qu’il a suivie avec beaucoup d’empathie pour la Russie, comme Rachmaninov (1873-1943), Sorine a fait de nombreux dons financiers pour aider l’Union soviétique. On conserve dans ses archives une lettre de gratitude de la part d’Andreï Gromyko (1909-1989), signé de sa propre main. Dans des lettres reçues à la même époque d’Igor Grabar (1871-1960) et de Piotr Kontchalovski (1876-1956) on perçoit bien leur reconnaissance pour les colis de peintures et autres matériaux qui Sorine a envoyés aux artistes soviétiques.
Savely Sorine est mort en novembre 1953. Il n’avait pas réussi à revoir sa terre natale qu’il aimait tant. Mais il est revenu en Russie grâce à ses peintures et, indirectement, a continué à y vivre.

## Sources, Notes et références
- Le Bénézit, quatrième édition en 14 volumes, 1999, volume 13 (de Solimena à Valentin), page 42, notice « SORINE, Saveli ou Savely, Abramovitch ou Sorin ou Ssorin Né le 27 février 1878 ou 1887 à Polotzk. Mort en 1953 à New York. ».
- (ru) http://www.artrz.ru/articles/1804786634/index.html : notice « СОРИН Савелий Абрамович (Савий, Завель Израилевич) ». Consulté le 4 juillet 2013.